# استانیسلاو دنیسوف
استانیسلاو دنیسوف (روسی: Станислав Денисов؛ زادهٔ ۲۳ دسامبر ۱۹۹۳) یک تکواندوکار اهل ازبکستان است. 
از افتخارات وی میتوان به کسب مدال نقره وزن ۵۴- کیلوگرم در مسابقات جهانی تکواندو ۲۰۱۵ اشاره کرد.